# Haitham bin Tariq Al Said
Haitham bin Tariq Al Said (tiếng Ả Rập: هيثم بن ارق ل سعيد; sinh ngày 13 tháng 10 năm 1954) là sultan (quốc vương) của Oman, kế nhiệm Qaboos bin Said vào ngày 11 tháng 1 năm 2020.
Trước đây ông từng là Bộ trưởng Di sản và Văn hóa của vương quốc Hồi giáo Oman.

## Tiểu sử
Haitham bin Tariq là thành viên của hoàng gia Al Said Oman và tốt nghiệp năm 1979 của Chương trình Dịch vụ Đối ngoại của Đại học Oxford (FSP). Cha của Haitham là Tariq bin Taimur, con trai của Quốc vương Taimur bin Fealu. Anh trai Asa'ad bin Tariq bin Taimur al Said là Phó Thủ tướng.